# Sebastián Córdova
Francisco Sebastián Córdova Reyes (Aguascalientes, Aguascalientes, México; 12 de junio de 1997) es un futbolista mexicano, juega como mediocentro ofensivo en los Tigres de la UANL de la Primera División de México. Ha sido internacional con la Selección mexicana de fútbol.

## Trayectoria
Nacido en la ciudad de Aguascalientes, a los 14 años de edad se unió a las categorías inferiores del Club América para la categoría Sub-15 en el año 2012, esto a petición del entrenador Jesús Ramírez, ahí disputó 4 partidos y anotó 2 goles. Después entre el año 2014 y 2015 participó en la categoría Sub-17 donde tuvo actividad en 36 partidos y marcó en 7 ocasiones. Para el torneo Clausura 2015 se unió a la categoría Sub-20 donde en tres temporadas jugó 10 partidos. Además intercaló su participación en las categorías inferiores, con el Club América Coapa y Club América Premier, filiales del primer equipo que competían en la Segunda División de México. Con el primero jugando 13 partidos y anotando 3 goles, y con el segundo disputando 5 partidos y marcando 1 gol.
Para el Apertura 2016, fue prestado a los Alebrijes de Oaxaca de la Liga de Ascenso de México, sin embargo, solo logró dos apariciones entre la Liga y la Copa MX, totalizando 21 minutos de acción; en su única aparición en Ascenso MX, Córdova entró como suplente el día 27 de agosto de 2016 en el minuto 85 contra Murciélagos en la victoria por 4-1 de los Alebrijes. Previamente jugó 16 minutos en el empate sin goles de los Alebrijes contra el mismo oponente en la Copa MX el día 16 de agosto de 2016, siendo este su debut profesional. Después del período de préstamo, Córdova regresó al Club América.
En el Club América, de nueva cuenta ingresó a la categoría Sub-20 donde registró su mejor marca goleadora al anotar 12 goles en 30 partidos a lo largo de 3 torneos, esto lo llevó a disputar su primer partido oficial con el equipo mayor el 14 de marzo de 2018, en duelo de la Liga de Campeones de la Concacaf frente al Tauro Fútbol Club de Panamá. No obstante, volvería a salir del equipo en calidad de préstamo y se uniría al Club Necaxa, con quien hizo su debut en la victoria de Supercopa de México sobre el Monterrey, anotando el único gol del juego y así obteniendo su primer título oficial. Haría su debut en la Liga MX el 14 de agosto contra los Lobos de la BUAP.
Córdova regresó al América antes del comienzo del Clausura 2019, y anotó dos veces en nueve partidos de liga durante el torneo. El 29 de septiembre de 2019, logró anotar un doblete en la victoria de 4-1 sobre el Guadalajara.
En 2022, pasó en transferencia definitiva a los Tigres de la UANL bajo la petición del entrenador Miguel Herrera. Se convirtió en la figura de la liguilla del torneo Clausura 2023, anotando seis goles y contribuyendo para el campeonato de los Tigres sobre las Chivas del Guadalajara de 3-2.

## Selección nacional

### Categorías inferiores
Sebastián Córdova fue convocado por Marco Antonio Ruiz a la Selección de México Sub-20 que compitió en el Campeonato de la Concacaf de 2017, en el torneo sería titular en todos los partidos y además anotaría un gol frente a Canadá. El equipo clasificó a la Copa Mundial de Fútbol de 2017 al obtener el tercer puesto en el campeonato, sin embargo, Sebastián no fue tomado en cuenta en la lista final de convocados.
Tiempo después, fue incluido en la convocatoria de la Selección de México Sub-21 que participó en el Torneo Esperanzas de Toulon de 2018, donde México terminaría subcampeón. También participó en los Juegos Centroamericanos y del Caribe de ese mismo año. En mayo de 2019, volvió a formar parte de la plantilla que participaría en la edición de ese año del Torneo Esperanzas de Toulon, esta vez con la Selección de México Sub-22 dirigida por Jaime Lozano. En la semifinal contra Japón, México perdió en penales luego de un empate a dos goles en los 90 minutos; Córdova jugó todo el partido y anotó su tiro desde los once pasos. Después, fue suplente en la victoria de México por 4-3 que también se definió en penales en el partido por el tercer lugar frente a la República de Irlanda.
En el año 2021, participó en el Preolímpico de Concacaf de 2020 esta vez con la Selección de México Sub-23 logrando la clasificación a los Juegos Olímpicos de Tokio 2020 al obtener el campeonato. Se consagró como el goleador del torneo con 4 tantos en 4 partidos obteniendo así la Bota de Oro y además formando parte de once ideal del torneo. En los Juegos Olímpicos de Tokio 2020 ganó medalla de bronce al vencer en el partido por el tercer lugar a Japón el 6 de agosto de 2021. En dicho partido Córdova anotó un gol por penalti.

### Selección absoluta
El 2 de octubre de 2019, Córdova debutó internacionalmente con México en un partido amistoso contra Trinidad y Tobago donde dio la asistencia para el segundo gol del partido. Al mes siguiente, marcó su primer gol con México en partido de la Liga de Naciones de la Concacaf 2019-20 contra Bermudas, el primero en la victoria por 2-1 del equipo, este a la postre sería elegido el mejor gol del año en la Selección Mexicana. El 30 de septiembre de 2020, volvió a marcar en el partido amistoso frente a la Selección de Guatemala.

### Participaciones en fases finales
| Torneo                                       | Categoría | Sede         | Resultado     | Partidos | Goles |
| -------------------------------------------- | --------- | ------------ | ------------- | -------- | ----- |
| Campeonato de la Concacaf de 2017            | Sub-20    | Costa Rica   | Tercer puesto | 5        | 1     |
| Juegos Centroamericanos y del Caribe de 2018 | Sub-21    | Barranquilla | Primera fase  | 2        | 0     |
| Preolímpico de Concacaf de 2020              | Sub-23    | Guadalajara  | Campeón       | 4        | 4     |
| Liga de Naciones de 2019-20                  | Absoluta  | Concacaf     | Subcampeón    | 3        | 1     |
| Juegos Olímpicos de 2020                     | Sub-23    | Tokio        | Tercer puesto | 6        | 4     |

## Estadísticas

### Clubes
Actualizado al último partido jugado el 26 de julio de 2025.
| Club                         | Div.          | Temporada     | Liga  | Liga  | Liga   | Copas nacionales | Copas nacionales | Copas nacionales | Copas internacionales | Copas internacionales | Copas internacionales | Total | Total | Total  | Media goleadora |
| Club                         | Div.          | Temporada     | Part. | Goles | Asist. | Part.            | Goles            | Asist.           | Part.                 | Goles                 | Asist.                | Part. | Goles | Asist. | Media goleadora |
| ---------------------------- | ------------- | ------------- | ----- | ----- | ------ | ---------------- | ---------------- | ---------------- | --------------------- | --------------------- | --------------------- | ----- | ----- | ------ | --------------- |
| Alebrijes de Oaxaca · México |               |               |       |       |        |                  |                  |                  |                       |                       |                       |       |       |        |                 |
| 2.ª                          | 2016-17       | 1             | 0     | 0     | 1      | 0                | 0                | —                | —                     | —                     | 2                     | 0     | 0     | 0.00   |                 |
| Total club                   | Total club    | 1             | 0     | 0     | 1      | 0                | 0                | 0                | 0                     | 0                     | 2                     | 0     | 0     | 0.00   |                 |
| C. Necaxa · México           |               |               |       |       |        |                  |                  |                  |                       |                       |                       |       |       |        |                 |
| 1.ª                          | 2018-19       | 9             | 1     | 0     | 3      | 1                | 0                | —                | —                     | —                     | 12                    | 2     | 0     | 0.16   |                 |
| Total club                   | Total club    | 9             | 1     | 0     | 3      | 1                | 0                | 0                | 0                     | 0                     | 12                    | 2     | 0     | 0.16   |                 |
| C. América · México          |               |               |       |       |        |                  |                  |                  |                       |                       |                       |       |       |        |                 |
| 1.ª                          | 2017-18       | 0             | 0     | 0     | 0      | 0                | 0                | 1                | 0                     | 0                     | 1                     | 0     | 0     | 0.00   |                 |
| 1.ª                          | 2018-19       | 9             | 2     | 1     | 6      | 0                | 1                | 2                | 0                     | 0                     | 17                    | 2     | 2     | 0.15   |                 |
| 1.ª                          | 2019-20       | 26            | 3     | 3     | —      | —                | —                | 5                | 1                     | 0                     | 31                    | 4     | 3     | 0.13   |                 |
| 1.ª                          | 2020-21       | 31            | 7     | 3     | —      | —                | —                | 4                | 0                     | 0                     | 35                    | 7     | 3     | 0.20   |                 |
| 1.ª                          | 2021-22       | 15            | 3     | 0     | —      | —                | —                | —                | —                     | —                     | 15                    | 3     | 0     | 0.20   |                 |
| Total club                   | Total club    | 81            | 15    | 7     | 6      | 0                | 0                | 12               | 1                     | 0                     | 99                    | 16    | 8     | 0.16   |                 |
| Tigres de la UANL · México   |               |               |       |       |        |                  |                  |                  |                       |                       |                       |       |       |        |                 |
| 1.ª                          | 2021-22       | 14            | 1     | 2     | —      | —                | —                | —                | —                     | —                     | 14                    | 1     | 2     | 0.07   |                 |
| 1.ª                          | 2022-23       | 38            | 11    | 5     | 1      | 0                | 0                | 10               | 2                     | 0                     | 49                    | 13    | 5     | 0.26   |                 |
| 1.ª                          | 2023-24       | 34            | 6     | 6     | 1      | 0                | 0                | 10               | 2                     | 0                     | 45                    | 8     | 6     | 0.17   |                 |
| 1.ª                          | 2024-25       | 37            | 2     | 4     | —      | —                | —                | 6                | 0                     | 1                     | 43                    | 2     | 5     | 0.04   |                 |
| 1.ª                          | 2025-26       | 2             | 0     | 0     | —      | —                | —                | 0                | 0                     | 0                     | 2                     | 0     | 0     | 0.00   |                 |
| Total club                   | Total club    | 125           | 20    | 17    | 2      | 0                | 0                | 26               | 4                     | 1                     | 153                   | 24    | 18    | 0.15   |                 |
| Total carrera                | Total carrera | Total carrera | 216   | 36    | 24     | 12               | 1                | 1                | 38                    | 5                     | 1                     | 266   | 42    | 26     | 0.15            |
| 1. 2. 3.                     |               |               |       |       |        |                  |                  |                  |                       |                       |                       |       |       |        |                 |

### Selección de México
Actualizado al último partido jugado el 15 de junio de 2023.
| Selección         | Año   | Eliminatorias | Eliminatorias | Eliminatorias | Continental | Continental | Continental | Mundial | Mundial | Mundial | Amistosos | Amistosos | Amistosos | Total | Total | Total  | Media goleadora |
| Selección         | Año   | Part.         | Goles         | Asist.        | Part.       | Goles       | Asist.      | Part.   | Goles   | Asist.  | Part.     | Goles     | Asist.    | Part. | Goles | Asist. | Media goleadora |
| ----------------- | ----- | ------------- | ------------- | ------------- | ----------- | ----------- | ----------- | ------- | ------- | ------- | --------- | --------- | --------- | ----- | ----- | ------ | --------------- |
| Sub-23 · México   |       |               |               |               |             |             |             |         |         |         |           |           |           |       |       |        |                 |
| 2021              | —     | —             | —             | 4             | 4           | 2           | 6           | 4       | 3       | —       | —         | —         | 10        | 8     | 5     | 0.80   |                 |
| Total             | 0     | 0             | 0             | 4             | 4           | 2           | 6           | 4       | 3       | 0       | 0         | 0         | 10        | 8     | 5     | 0.80   |                 |
| Absoluta · México |       |               |               |               |             |             |             |         |         |         |           |           |           |       |       |        |                 |
| 2019              | —     | —             | —             | 3             | 1           | 0           | —           | —       | —       | 1       | 0         | 1         | 4         | 1     | 1     | 0.25   |                 |
| 2020              | —     | —             | —             | —             | —           | —           | —           | —       | —       | 2       | 1         | 1         | 2         | 1     | 1     | 0.50   |                 |
| 2021              | 4     | 1             | 0             | —             | —           | —           | —           | —       | —       | 2       | 0         | 0         | 6         | 1     | 0     | 0.16   |                 |
| 2022              | 0     | 0             | 0             | 1             | 0           | 0           | —           | —       | —       | 1       | 0         | 0         | 2         | 0     | 0     | 0.00   |                 |
| 2023              | 0     | 0             | 0             | 1             | 0           | 0           | —           | —       | —       | 0       | 0         | 0         | 1         | 0     | 0     | 0.00   |                 |
| Total             | 4     | 1             | 0             | 5             | 1           | 0           | 0           | 0       | 0       | 6       | 1         | 2         | 15        | 3     | 2     | 0.20   |                 |
| Total             | Total | 4             | 1             | 0             | 9           | 5           | 2           | 6       | 4       | 3       | 6         | 1         | 2         | 25    | 11    | 7      | 0.44            |
| 1. 2.             |       |               |               |               |             |             |             |         |         |         |           |           |           |       |       |        |                 |

#### Partidos internacionales
| Detalle de partidos internacionales | Detalle de partidos internacionales | Detalle de partidos internacionales         | Detalle de partidos internacionales | Detalle de partidos internacionales | Detalle de partidos internacionales | Detalle de partidos internacionales | Detalle de partidos internacionales        |
| N.º                                 | Fecha                               | Estadio                                     | Rival                               | Resultado                           | Goles                               | Asist.                              | Competición                                |
| Selección Sub-23                    | Selección Sub-23                    | Selección Sub-23                            | Selección Sub-23                    | Selección Sub-23                    | Selección Sub-23                    | Selección Sub-23                    | Selección Sub-23                           |
| ----------------------------------- | ----------------------------------- | ------------------------------------------- | ----------------------------------- | ----------------------------------- | ----------------------------------- | ----------------------------------- | ------------------------------------------ |
| 1.                                  | 18 de marzo de 2021                 | Jalisco, Guadalajara, México                | República Dominicana                | 4-1                                 | Anotado · Anotado · Anotado         |                                     | Preolímpico de Concacaf de 2020            |
| 2.                                  | 21 de marzo de 2021                 | Akron, Guadalajara, México                  | Costa Rica                          | 0-3                                 | Anotado                             | Asistencia                          | Preolímpico de Concacaf de 2020            |
| 3.                                  | 28 de marzo de 2021                 | Jalisco, Guadalajara, México                | Canadá                              | 2-0                                 |                                     | Asistencia                          | Preolímpico de Concacaf de 2020            |
| 4.                                  | 30 de marzo de 2021                 | Akron, Guadalajara, México                  | Honduras                            | 1-1 (4-5 p.)                        |                                     |                                     | Preolímpico de Concacaf de 2020            |
| —                                   | 15 de julio de 2021                 | Municipal de Hiroshima, Hiroshima, Japón    | Fukuyama City                       | 1-4                                 | Anotado                             |                                     | Amistoso                                   |
| 5.                                  | 22 de julio de 2021                 | Ajinomoto, Chofu, Japón                     | Francia                             | 4-1                                 | Anotado                             |                                     | Juegos Olímpicos de 2020                   |
| 6.                                  | 25 de julio de 2021                 | Saitama 2002, Saitama, Japón                | Japón                               | 2-1                                 |                                     |                                     | Juegos Olímpicos de 2020                   |
| 7.                                  | 28 de julio de 2021                 | Domo de Sapporo, Sapporo, Japón             | Sudáfrica                           | 0-3                                 |                                     |                                     | Juegos Olímpicos de 2020                   |
| 8.                                  | 31 de julio de 2021                 | Nissan, Yokohama, Japón                     | Corea del Sur                       | 3-6                                 | Anotado · Anotado                   | Asistencia                          | Juegos Olímpicos de 2020                   |
| 9.                                  | 3 de agosto de 2021                 | Kashima, Kashima, Japón                     | Brasil                              | 0-0 (1-4 p.)                        |                                     |                                     | Juegos Olímpicos de 2020                   |
| 10.                                 | 6 de agosto de 2021                 | Saitama 2002, Saitama, Japón                | Japón                               | 3-1                                 | Anotado                             | Asistencia · Asistencia             | Juegos Olímpicos de 2020                   |
| Selección absoluta                  |                                     |                                             |                                     |                                     |                                     |                                     |                                            |
| 1.                                  | 2 de octubre de 2019                | Nemesio Díez, Toluca, México                | Trinidad y Tobago                   | 2-0                                 |                                     | Asistencia                          | Amistoso                                   |
| 2.                                  | 11 de octubre de 2019               | Nacional, Hamilton, Bermudas                | Bermudas                            | 1-5                                 |                                     |                                     | Liga de Naciones de 2019-20                |
| 3.                                  | 15 de octubre de 2019               | Azteca, Ciudad de México, México            | Panamá                              | 3-1                                 |                                     |                                     | Liga de Naciones de 2019-20                |
| 4.                                  | 19 de noviembre de 2019             | Nemesio Díez, Toluca, México                | Bermudas                            | 2-1                                 | Anotado                             |                                     | Liga de Naciones de 2019-20                |
| 5.                                  | 30 de septiembre de 2020            | Azteca, Ciudad de México, México            | Guatemala                           | 3-0                                 | Anotado                             | Asistencia                          | Amistoso                                   |
| 6.                                  | 14 de noviembre de 2020             | Wiener Neustadter, Wiener Neustadt, Austria | Corea del Sur                       | 2-3                                 |                                     |                                     | Amistoso                                   |
| 7.                                  | 30 de junio de 2021                 | Nissan, Nashville, Estados Unidos           | Panamá                              | 3-0                                 |                                     |                                     | Amistoso                                   |
| 8.                                  | 2 de septiembre de 2021             | Azteca, Ciudad de México, México            | Jamaica                             | 2-1                                 |                                     |                                     | Clasificación para la Copa Mundial de 2022 |
| 9.                                  | 8 de septiembre de 2021             | Rommel Fernández, Ciudad de Panamá, Panamá  | Panamá                              | 1-1                                 |                                     |                                     | Clasificación para la Copa Mundial de 2022 |
| 10.                                 | 10 de octubre de 2021               | Azteca, Ciudad de México, México            | Honduras                            | 3-0                                 | Anotado                             |                                     | Clasificación para la Copa Mundial de 2022 |
| 11.                                 | 16 de noviembre de 2021             | Commonwealth, Edmonton, Canadá              | Canadá                              | 2-1                                 |                                     |                                     | Clasificación para la Copa Mundial de 2022 |

### Hat-tricks
| Partidos en los que anotó tres o más goles | Partidos en los que anotó tres o más goles | Partidos en los que anotó tres o más goles | Partidos en los que anotó tres o más goles  | Partidos en los que anotó tres o más goles | Partidos en los que anotó tres o más goles | Partidos en los que anotó tres o más goles |
| N.º                                        | Fecha                                      | Estadio                                    | Partido                                     | Goles                                      | Resultado                                  | Competición                                |
| ------------------------------------------ | ------------------------------------------ | ------------------------------------------ | ------------------------------------------- | ------------------------------------------ | ------------------------------------------ | ------------------------------------------ |
| 1                                          | 18 de marzo de 2021                        | Jalisco, Guadalajara                       | México Sub-23 - República Dominicana Sub-23 | Anotado · Anotado · Anotado                | 4 - 1                                      | Preolímpico de Concacaf de 2020            |

### Resumen estadístico
|                            | Partidos | Goles | Promedio |
| -------------------------- | -------- | ----- | -------- |
| Liga                       | 91       | 16    | 0.17     |
| Copas nacionales           | 9        | 1     | 0.11     |
| Copas internacionales      | 10       | 1     | 0.10     |
| Selección de México Sub-20 | 5        | 1     | 0.20     |
| Selección de México Sub-21 | 6        | 0     | 0.00     |
| Selección de México Sub-22 | 5        | 0     | 0.00     |
| Selección de México Sub-23 | 10       | 8     | 0.80     |
| Selección de México        | 11       | 3     | 0.27     |
| Total                      | 147      | 30    | 0.20     |

## Palmarés

### Títulos nacionales
| Título               | Club              | País           | Año  |
| -------------------- | ----------------- | -------------- | ---- |
| Supercopa MX         | C. Necaxa         | México         | 2018 |
| Copa MX              | C. América        | México         | 2019 |
| Campeón de Campeones | C. América        | Estados Unidos | 2019 |
| Liga MX              | Tigres de la UANL | México         | 2023 |
| Campeón de Campeones | Tigres de la UANL | México         | 2023 |

### Títulos internacionales
| Título                  | Club (*)      | País   | Año  |
| ----------------------- | ------------- | ------ | ---- |
| Preolímpico de Concacaf | México Sub-23 | México | 2021 |
| Juegos Olímpicos        | México Sub-23 | Japón  | 2021 |

(*) Incluyendo la Selección

### Distinciones individuales
| Distinción                                                     | Año  |
| -------------------------------------------------------------- | ---- |
| Gol del año con la Selección de México                         | 2019 |
| Bota de oro como máximo goleador del Preolímpico de Concacaf   | 2021 |
| Incluido en el Once Ideal del Preolímpico de Concacaf          | 2021 |
| Incluido en el Once Ideal de los Juegos Olímpicos por BeSoccer | 2021 |